# Чернов, Роман Борисович
Рома́н Бори́сович Черно́в (29 сентября 1971, Пенза, СССР) — глава администрации города Пензы с 27 декабря 2005 года по 19 июня 2014 года. Городской думой переизбирался на прежнюю должность 3 апреля 2009 года ещё на пять лет, до 2014 года. Ранее — первый заместитель губернатора Пензенской области. С 19 июня 2014 года прекратил выполнение обязанностей главы администрации города Пензы в связи с заявлением о прекращении контракта по собственному желанию. Почетный гражданин города Пензы (2021).

## Биография
Родился 29 сентября 1971 года в Пензе в семье служащих. С детства увлекался спортом: атлетикой и бегом на лыжах. Входил в сборную команду школы, затем в сборную военного училища. После школы поступил в Высшее пограничное военно-политическое ордена Октябрьской Революции Краснознамённое училище КГБ СССР, ныне Голицынский пограничный институт ФСБ, успешно окончил в 1992 году. После училища в 1992—1995 проходил службу в Даурском погранотряде Забайкальского округа в должности заместителя начальника заставы, затем начальника заставы. За время прохождения службы нареканий не имел, чемпион погранвойск по стрельбе из различных видов оружия.
В 1995 вернулся в родные края и перешёл на работу оперативного сотрудника Управления ФСБ по Пензенской области. В том же году окончил Всероссийский заочный финансово-экономический институт по специальности «Финансы и кредит». Занимал должности оперуполномоченного, затем старшего оперуполномоченного, работая в отделе экономической безопасности. В настоящее время официально является подполковником запаса, получает военную пенсию.
В 1998 по приглашению губернатора Пензенской области В. К. Бочкарёва стал его помощником, отвечал за обеспечение безопасности жизнедеятельности и облегчение профессиональной деятельности губернатора. В 2002 занял должность заместителя губернатора, в 2003 стал первым заместителем губернатора.

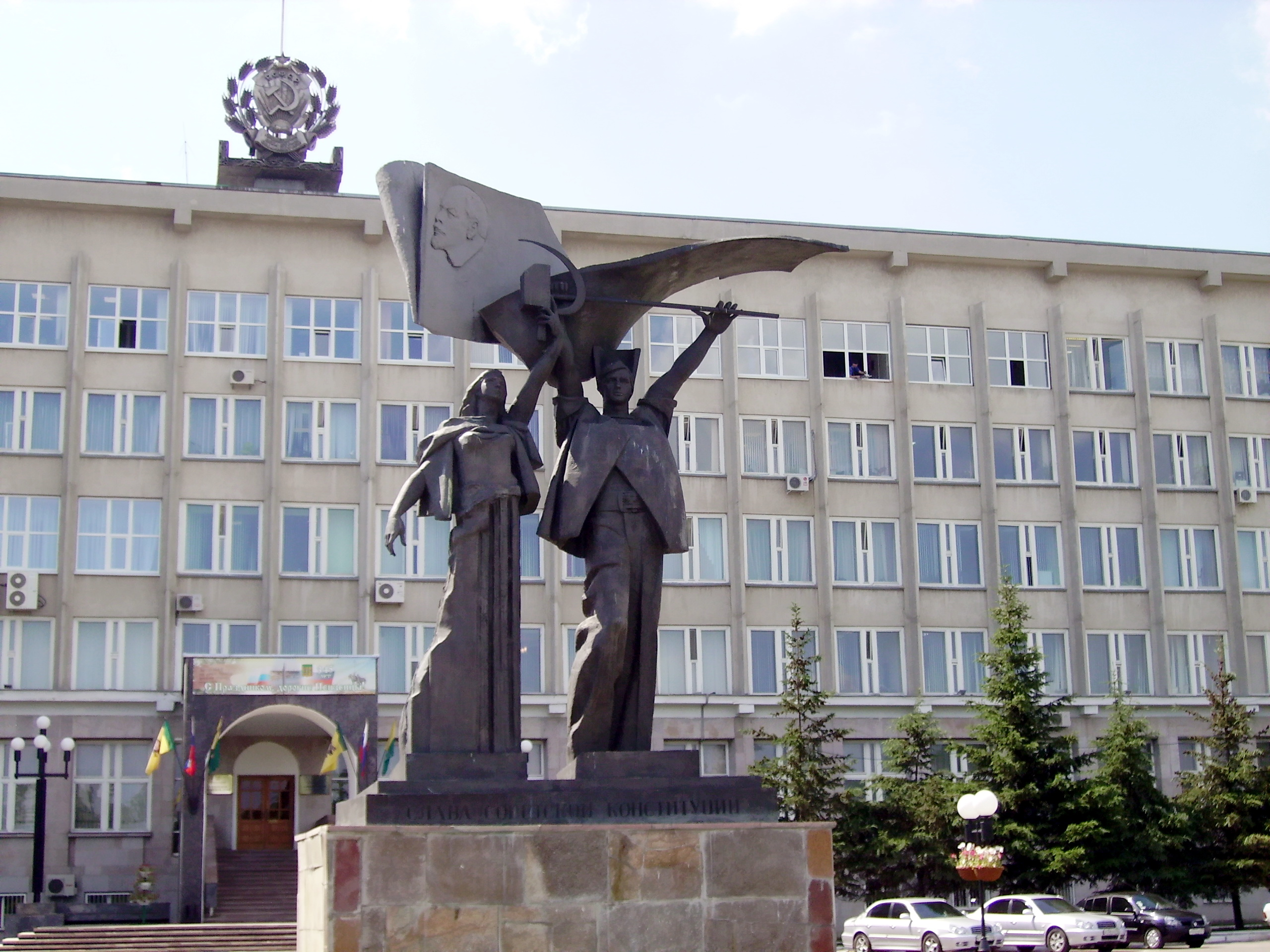
Здание городской администрации Пензы, июнь 2008.

В ноябре 2005 года глава администрации Пензы А. В. Пашков попросил освободить его от должности, которую он занял в феврале 2005, в связи с переходом на другую работу. Его просьба была удовлетворена на заседании городской думы, и Пашков вернулся на должность первого заместителя губернатора области. Действующий же первый заместитель Чернов по представлению губернатора области был утверждён в должности исполняющего обязанности главы администрации города. Через месяц состоялись выборы главы администрации, на которых соперником Романа Чернова выступил начальник пензенского отделения ФГУП «Ростехинвентаризация» Александр Белов. На выборах 33 депутата из 34 присутствовавших проголосовали за кандидатуру Чернова, что, по мнению председателя городской думы И. А. Белозерцева, «свидетельствует об их уважении к губернатору и правительству». В то же время газетой «Коммерсантъ» было озвучено мнение, что с этими выборами произошёл окончательный переход «от управляемой демократии к абсолютной диктатуре облправительства».
3 апреля 2009 года в городской думе состоялись очередные выборы главы администрации. Конкурсной комиссией депутатам были предложены два кандидата: действующий глава администрации Роман Чернов и директор МУП БТИ Алексей Николаев. Ещё до начала тайного голосования большинство депутатов заявили о своей поддержке кандидатуры Чернова. В ходе же изложения собственной программы развития города Николаев на всякий случай заявил, что полностью поддерживает программу соперника и добавил, что «если вы меня вдруг выберете, мне будет очень трудно». Депутаты проголосовали за действующего главу администрации по предыдущей схеме «все минус один голос» (25 голосов из 26). Николаев позднее был назначен заместителем главы администрации города, однако не оправдал оказанного доверия. В июле 2011 против него было возбуждено уголовное дело по статье «Злоупотребление полномочиями», факты нарушений в период работы в МУП БТИ подтвердились, и дело было отправлено в Следственный комитет.

### Образование
- Высшее пограничное военно-политическое ордена Октябрьской Революции Краснознамённое училище КГБ СССР (1992)
- Всероссийский заочный финансово-экономический институт по специальности «Финансы и кредит» (1995)

### Карьера
- В 1992—1995 годах — заместитель начальника, начальник пограничной заставы Даурского пограничного отряда Забайкальского округа.
- В 1995—1998 годах — оперуполномоченный, старший оперуполномоченный Управления ФСБ по Пензенской области.
- В 1998—2002 годах — помощник губернатора Пензенской области.
- В 2002—2003 годах — заместитель губернатора Пензенской области.
- В 2003—2005 годах — первый заместитель губернатора Пензенской области.
- В 2005—2009 годах — глава администрации города Пензы (1-й срок).
- В 2009—2014 годах — глава администрации города Пензы (2-й срок).
- с 26 января 2015 года — заместитель Генерального директора ПАО ГК «ТНС энерго» — управляющий директор ООО «ТНС энерго Пенза»[14]

### Поездка в Италию в марте 2012
В конце марта 2012 делегация от администрации Пензы и Пензенской области, включая Чернова, совершила деловую поездку в Италию. В ходе её был посещён город Альба в Пьемонте. Это был не первый официальный визит из Пензы в Италию. Например, в июле 2009 делегация города во главе с Черновым посетила Болонью, где изучался опыт организации открытых продуктовых рынков. Кроме того были и другие поездки за счёт бюджета: зимой 2005 года — в Канны, в ноябре 2009 года — Милан, в сентябре 2011 — Израиль.
Однако именно последний по времени визит получил неоднозначную интерпретацию в некоторых СМИ, в которых был поставлен под сомнение деловой характер поездки. В результате депутатом от фракции коммунистов Госдумы В. А. Симагиным был направлен депутатский запрос в администрацию Пензы на предмет изучения целевого использования бюджетных средств для заграничных поездок. Запрос остался без ответа после 30-дневного срока. В то же время, сами депутатские запросы В. А. Симагина пензенские блогеры сравнили с троллингом.

## Вандализация статьи в Википедии
3 мая 2012 года в Пензе в подъезде собственного дома был сильно избит и ограблен молодой активист КПРФ Павел Олегович Барабанщиков. Ранее в тот день он проводил одиночный пикет против повышения цен на проезд в общественном транспорте. Ночью в 23:48 (19:48 по UTC) статья «Чернов, Роман Борисович» в Википедии (эта статья) подверглась анонимной вандальной правке. Неизвестный назвал главу администрации города «мошенником», «бандитом» и «организатором покушения на Барабанщикова».
4 мая 2012 года утром вандальные правки были удалены, но скриншоты вандализированной страницы были распространены некоторыми электронными СМИ. В этот же день «по факту распространения ложных сведений, порочащих и унижающих его честь и достоинство» на сайте Википедии администрация города направила заявления в прокуратуру Ленинского района города Пензы и в УМВД России по Пензенской области. В тот же день депутат от фракции коммунистов Госдумы В. А. Симагин высказал предположение о связи избиения Барабанщикова с политической активностью последнего:

Владимир Симагин напомнил о недавнем выступлении президента России Дмитрия Медведева, который заявил, что граждане страны стали более свободными и выходят на митинги, не опасаясь последствий.
 «Я буду присутствовать на встрече Дмитрия Медведева с фракцией КПРФ, которая состоится 8 мая. Достигнута договорённость, что мне предоставят слово. И я на пензенском примере скажу ему, что он ошибается», — сказал Владимир Симагин.

Представители администрации города назвали подобные заявления провокацией. В полиции настаивают на чисто уголовном характере преступления, по которому возбуждено дело по части 2 статьи 161 УК РФ («Грабёж»).

## Общественная деятельность
- С сентября 2007 года — вице-президент Международной Ассамблеи столиц и крупных городов (МАГ), член постоянной комиссии МАГ по городскому хозяйству и строительству.
- С октября 2008 года — член Ассоциации специалистов по экономическому развитию территорий (АССЭТ).
- С декабря 2008 года — член Правления Союза российских городов.

## Награды
- Благодарность за большой личный вклад в организацию и проведение в городе Пензе заседания президиума Государственного Совета РФ под председательством Президента РФ В. В. Путина в октябре 2005 года[1].
- медаль «За отличие в военной службе» 3 степени - 2000 год, 2 степени – 2004 год;
- медаль «За заслуги в проведении Всероссийской переписи населения», 2003, 2010 годы;
- медаль «За заслуги в проведении Всероссийской сельскохозяйственной переписи 2006», 2006 год;
- медаль «За отвагу на пожаре», 2010 год;
- медаль «XX лет МЧС России», 2011 год;
- медаль Федеральной миграционной службы РФ «За заслуги», 2012 год;
- Почётный знак Губернатора Пензенской области «Во славу земли Пензенской», 2015 год;
- Почётный знак Законодательного Собрания Пензенской области, 2016 год;
- медаль ордена «За заслуги перед Пензенской областью», 2017 год;
- Памятный знак «За заслуги в развитии города Пензы» (2009)[25].
- Звание «Почётный гражданин города Пензы» (Решение Пензенской городской Думы от 11.03.2021 № 348-20/7);
- Орден «За заслуги перед Пензенской областью» II степени (2021)[26].

## Увлечения
Увлекается зимними видами спорта. К любимым с молодости лыжам сейчас добавилась езда на снегоходе.

## Семья
Жена — Ольга, три сына и дочь.

## Интересные факты
- Младший из трёх сыновей Р. Б. Чернова родился 2 апреля 2009 года, ровно за день до переизбрания отца на второй срок главой администрации города[11].
- На митинге в Пензе 1 мая 2012 года Р. Б. Чернов прочитал своё стихотворение[27][28].